# Anuket
În mitologia egipteană, Anuket (sau Anqet, și în limba greacă, Anukis) inițial a fost personificarea și zeița râului Nil, în zone  precum Elephantine, la începutul călătoriei Nilului prin Egipt și în regiunile din apropierea Nubiei. Templul ei a fost ridicat pe Insula Seheil, construită de faraon al dinastiei al XIII-lea, Sobekhotep III. Și faraonul Amenhotep al II-lea a dedicat zeiței o capelă.
Anuket compunea o triadă cu zeul Khnum și cu zeița Satis. Se crede că Anuket ar putea fi fiica lui Khnum și Satis. Era descrisă ca o femeie cu o diademă din pene, având ca animal sacru gazela.
În timpul Noului Regat, la Elephantine, în perioada inundațiilor Nilului, se țineau ceremoniale în numele zeiței.